# Junior Colson
Junior Colson (Mirebalais, 6 dicembre 2002) è un giocatore di football americano haitiano che milita nel ruolo di linebacker per i Los Angeles Chargers della National Football League (NFL).

## Carriera universitaria

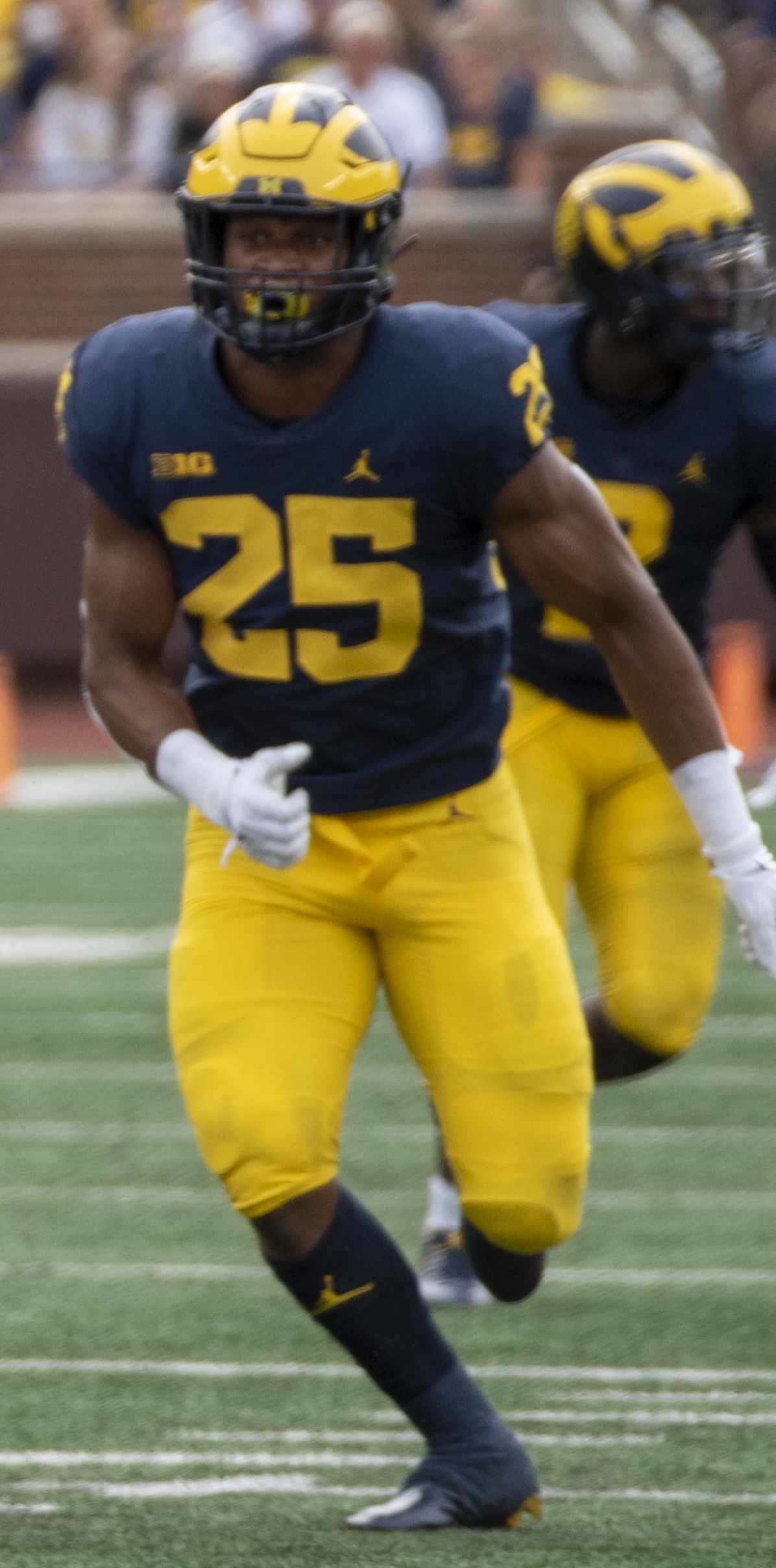
Colson con Michigan nel 2021

Colson iniziò a giocare a Michigan nel 2021, disputando 7 partite come titolare e mettendo a segno 60 tackle (quarto nella squadra) e realizzando il suo primo sack il 13 novembre 2021, in una gara in cui fece registrare 12 placcaggi, contro Penn State. A fine anno fu premiato come Freshman All-American.
Nel 2022, Colson partì come titolare in tutte le 14 partite, guidando la squadra con 101 tackle, oltre a 2 sack. Per le sue prestazioni fu inserito nella seconda formazione ideale della Big Ten Conference. Nella finale della Big Ten contro Purdue mise a segno un primato personale di 15 placcaggi
Nel 2023, Colson partì come titolare in tutte le 15 gare, guidando i Wolverines, che vinsero il titolo nazionale, con 95 tackle. Per il secondo anno consecutivo fu inserito nella seconda formazione ideale della Big Ten. Inoltre vinse il Lott IMPACT Trophy.

## Carriera professionistica

### Los Angeles Chargers
Colson fu scelto nel corso del terzo giro (69º assoluto) del Draft NFL 2024 dai Los Angeles Chargers dove ritrovò il suo allenatore al college Jim Harbaugh. Debuttò come professionista subentrando nella gara del primo turno vinta contro i Las Vegas Raiders mettendo a segno 4 placcaggi. La sua prima stagione si chiuse con 29 tackle e un passaggio deviato in 11 presenze, di cui una come titolare.